# Fredeluga fluvial
La fredeluga fluvial (Vanellus duvaucelii) és una fredeluga, per tant un ocell de la família dels caràdrids (Charadriidae), que habita les vores sorrenques dels rius del nord, centre i est de l'Índia, sud-oest de la Xina i Indoxina.

## Descripció

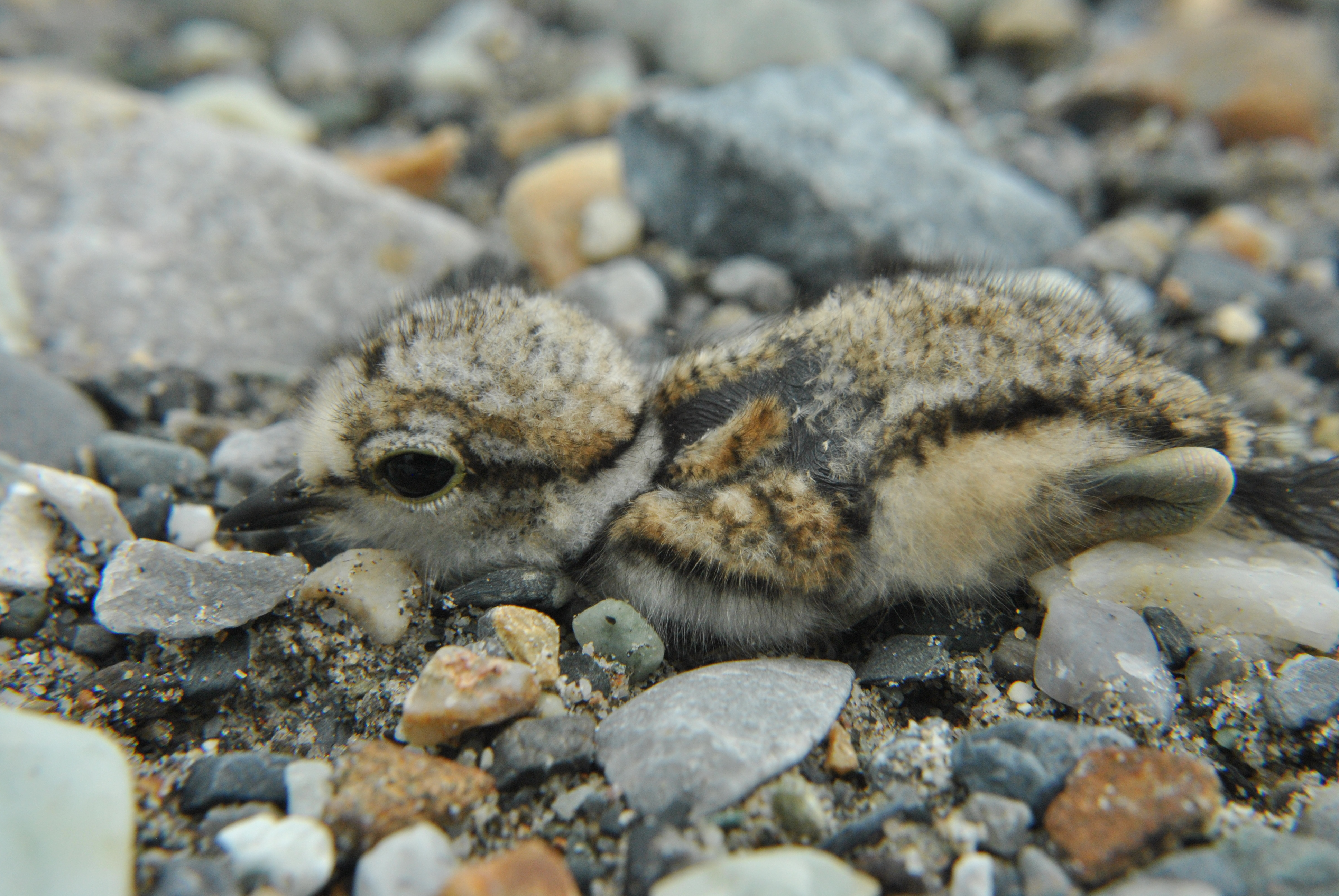
Pollet de fredeluga trobat al llit del riu Jayanti, a la Reserva de Tigres de Buxa, Bengala Occidental, Índia.

La fredeluga fluvial fa entre 29 i 32 cm de llarg. Té la cresta, la coroneta, la cara i la gola central negres, i els costats i el clatell del coll de color blanc grisenc. Té una banda al pit de color marró grisenc i les parts inferiors blanques amb una taca negra al ventre. L'esquena és marró, el dors és blanc i la cua és negra. És una espècie cridanera en vol, amb primàries negres, ales inferiors i secundàries superiors blanques, i cobertores superiors de les ales marrons.
Els adults d'ambdós sexes tenen un plomatge similar, però els mascles són lleugerament més grossos que les femelles. Els ocells joves tenen les puntes marrons de les plomes negres del cap, l'esquena de color marró sorrenc i franges pàl·lides a la part superior i les plomes de les cobertores de les ales. El crit és un "tip-tip" agut o "did-did-did".

## Comportament
La fredeluga fluvial nidifica en bancs de còdols i sorra de març a juny. Pon dos ous en un clot a terra. S'alimenta d'insectes, cucs, crustacis i mol·luscs en prats humits i terres de conreu properes. No és gregari.